# Окнистое
Окни́стое (бел. Акні́стае) — озеро в Миорском районе Витебской области Белоруссии. Относится к бассейну реки Волта.
Расположено в 15 км к юго-востоку от города Миоры, южнее озера Белого, на болоте Мох, в границах гидрологического заказника Ельня.
Площадь зеркала составляет 0,01 км². Длина — 0,17 км. Наибольшая ширина — 0,13 км. Длина береговой линии — 0,4 км.
Берега заболоченные, торфянистые. На севере озеро Окнистое связано ручьём с озером Жучино, на юге — с безымянным озером.